# یازی‌جیک (پوزانتی)
یازی‌جیک (به ترکی استانبولی: Yazıcık) یک منطقهٔ مسکونی در ترکیه است که در پوزانتی واقع شده‌است.